# 雁坂トンネル有料道路

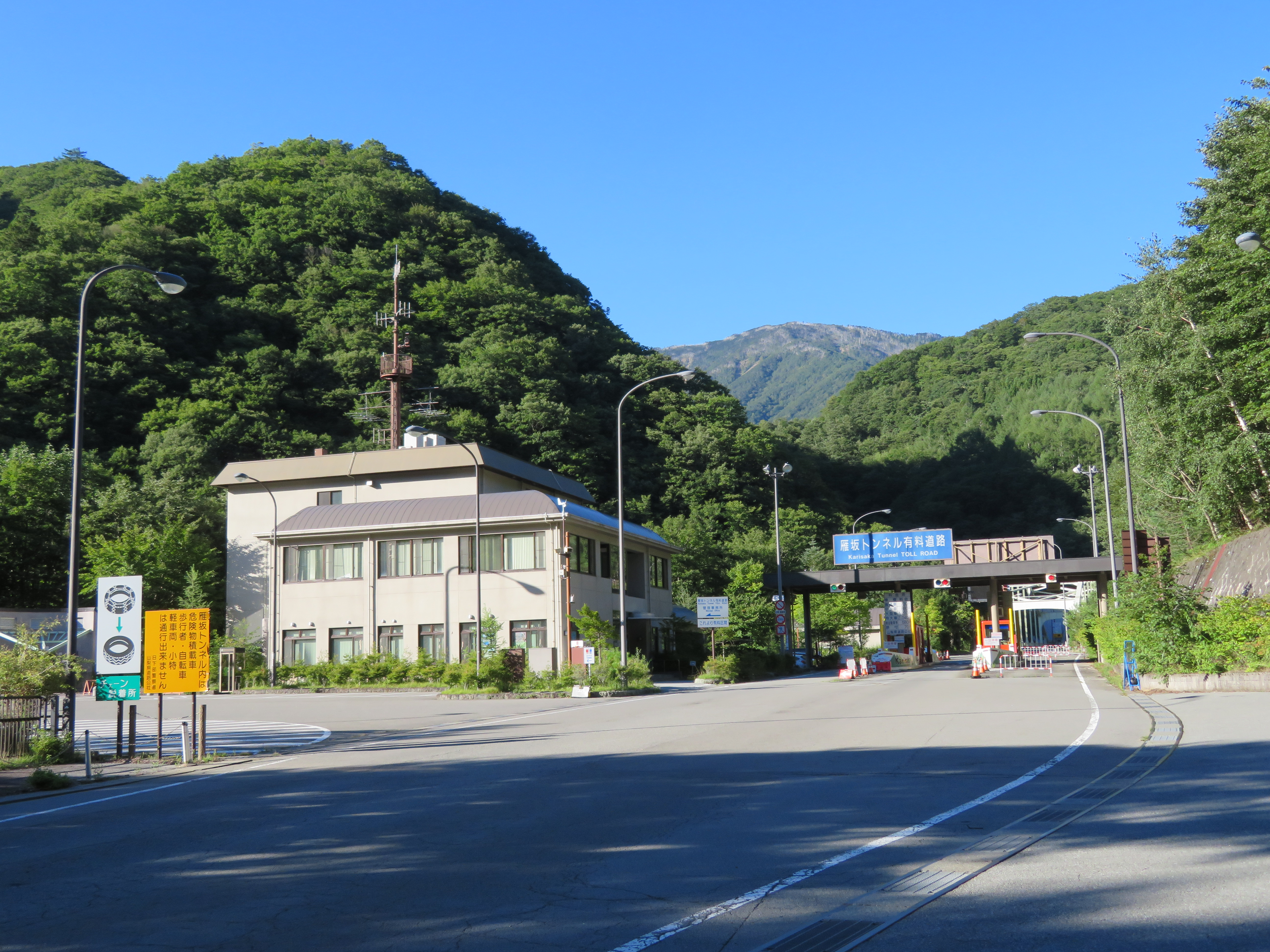
料金所と管理事務所

雁坂トンネル有料道路（かりさかトンネルゆうりょうどうろ）は、埼玉県秩父市と山梨県山梨市との県境付近を結ぶ有料道路である。路線の大部分を雁坂峠（標高：2,082 m）の下を通る雁坂トンネルが占めており、全線が国道140号に指定されている。1998年（平成10年）4月23日に開通した。

## 概要
埼玉県秩父地方と山梨県甲府市のアクセス道路としての機能を持っている。雁坂トンネルの長さは6,625 mあり、一般国道では最長である東京湾アクアトンネル（国道409号）に次ぐ2番目の長さを有する。また、原付一種（50 cc未満）が走行出来るトンネルとしては国内最長である。
本路線が開通する以前は埼玉県と山梨県を直接結ぶ自動車道が存在せず、国道140号も埼玉県と山梨県の県境区間は雁坂峠を越える登山道（旧・秩父往還）が指定されていた。このため、埼玉県と山梨県を自動車交通により移動する場合は主に中央自動車道などへの広域迂回を強いられ、雁坂峠を挟む区間は長らく「開かずの国道」と呼ばれていた。
1998年（平成10年）の供用開始以来、埼玉県及び山梨県相互の観光需要の高まりや、渋滞が頻発する中央自動車道の回避ルートとしての利用があり、2006年（平成18年）までは、計画の8割強の交通量があり、順調な利用状況であった。しかし、2007年（平成19年）の圏央道の八王子JCT - あきる野IC供用開始以降は利用が減少し、2017（平成29）年度の交通量は当初計画の4割強程度にまで落ち込んでいる。このような状況を受け、需要喚起を目的に2015年（平成27年）7月1日から11月30日までの期間、全車種の通行料金を無料とする措置がとられた。
有料道路区間は埼玉及び山梨の両県に跨っているが、管理は山梨県道路公社が行っており、管理事務所や料金所などの管理施設も山梨県側坑口付近にある。全線が国道140号に指定されており、地域高規格道路西関東連絡道路の一部を構成している。有料道路区間の延長は、雁坂トンネル埼玉県側坑口から山梨県側の料金所端点までの6,845 m。通行料金は普通車740円（2019年（令和元年）10月1日改定）。ETC設備はなく、料金精算は現金または回数券のみとなっている。料金徴収期間は供用開始の1998年（平成10年）4月から2028年（令和10年）4月までの30年間。

## 雁坂トンネル諸元
- 全長：6,625 m[1]（一般国道の山岳トンネルとしては日本最長）
- 道路規格：3種3級 3.0m×往復2車線
- トンネル等級：A級（ただし防災設備は防災機関から距離があるためAA級と同等）
- トンネル工法：NATM工法
- 平面線形における曲線半径 : 1600 m
- 勾配 : 3%
- 最高地点 : 1200.684 m(山梨側から2935 m)
- 事業費 : 469億円

山梨側　116 m R=2000 m
中間　5677 m 直線
埼玉側　832 m R=1600 m
山梨側　2935 m 0.3%
埼玉側　3690 m 3%
山梨側　1192.210 m
埼玉側　1090.294m

## 通行制限
歩行者・自転車・小型特殊自動車は通行不可（原付50 ccは通行可）。また危険物積載車も、5 kmを超える長大トンネルを含む区間であることから、道路法により通行禁止となっている。なお、本路線を運行して埼玉県と山梨県とを結ぶ路線バスなどの公共交通機関はない。

## トンネル内再送信
同トンネル内ではTBSラジオ、文化放送、ニッポン放送、J-WAVE、山梨放送、FM-FUJI、NACK5、NHK第一甲府局・東京局、NHK第二東京局、NHK-FM甲府局・さいたま局の在京・山梨・埼玉の各ラジオが再送信されている。放送局が多いのでトンネル出入口に表示されているラジオ局一覧の看板は全局を羅列した表示にせず、山梨県側出入口では山梨のラジオ局、埼玉県側出入口では埼玉と東京のラジオ局のみを表示し、視認性を高めた形をとっている。同国道の他のトンネルに比べて再送信するラジオ局が多いのは、県境を貫いていることや峠付近で標高が高く受信が容易であったり、長大トンネルという防災面やドライバーのニーズに即すため、などである。なお、J-WAVEとかつて同じだった東京タワー送信のTOKYO FMや現在同じ東京スカイツリー送信のNHK-FM東京局は同トンネル内で再送信されていない。

## 沿革
- 1953年（昭和28年） : 構想発表。
- 1968年（昭和43年） : 山梨・埼玉両県で調査開始[3]。
- 1984年（昭和59年）10月 : ルート承認。
- 1985年（昭和60年）度 : 建設省（現:国土交通省）が山梨・埼玉の両県に代わり直轄権限代行として事業化。
- 1988年（昭和63年）11月 : 山梨県側工事着工。
- 1989年（平成元年）5月 : 山梨県側トンネル起工式。
- 1990年（平成2年）11月 : 埼玉県側工事着工・起工式。
- 1994年（平成6年）
  - 5月12日 : 避難坑貫通[4]。
  - 9月21日 : 本坑貫通[3]。
- 1997年（平成9年）度 : 直轄権限代行で施工した全ての施設を山梨・埼玉の両県へ引き渡しが完了。
- 1998年（平成10年）
  - 4月23日 : トンネル開通。供用開始[1][5]。
  - 10月3日 : 大滝道路の開通に伴い大型車通行規制解除[6]。
- 2019年（令和元年）10月13日 : 令和元年東日本台風（台風19号）の影響で、国道140号の埼玉側の複数箇所にて土砂崩れ及び落石が発生、トンネルへのアクセスが不能となり通行止めとなる。同月28日に解除された。

## 接続するバイパスの位置関係
（熊谷方面）国道140号バイパス - 皆野寄居バイパス ‐ 皆野秩父バイパス - 長尾根バイパス - 大滝トンネル - 雁坂トンネル有料道路 - 甲府山梨道路（甲府方面）